# 林逸欣
林逸欣（1985年11月5日—），台灣女歌手、演員、音樂家。畢業於國立臺灣師範大學音樂學系。入行時，起初是擔任旅遊節目《臺灣腳逛大陸》的主持人。

## 早年
林逸欣出生於臺南市。爸爸林春銘是神經內科醫師，在臺南市南區西門路一段開設診所，媽媽是生物教師，有一位哥哥。畢業於國立臺南女子高級中學、國立臺灣師範大學音樂學系，2003至2006年就讀高中以及大學期間，在台南奇美管弦樂團（今奇美愛樂管絃樂團）擔任小提琴手，隨團巡演台灣及中國大陸。

## 職業生涯
2007至2009年間，林逸欣主持旅遊節目《台湾脚逛大陆》，節目在中天電視台播出。
林逸欣因出眾外型，2008年成為無名小站上的超高人氣網路美女並獲選為無名小站最紅正妹票選冠軍，並獲有小許瑋倫的封號。2010年，在痞客邦網站成立的個人官方部落格，也成為該站全年度點閱率最高的藝人部落格。2011年，她YouTube上之影片〈女子一人樂坊：舞孃〉爆紅，成為年度台灣區最受歡迎點播第5名，她因此吸引眾多國際媒體爭相採訪，並且登上2011年5月28日日本Yahoo奇摩網站首頁。
2011年，林逸欣首度演出電視劇，在華視的《艋舺燿輝》中擔綱女主角。
林逸欣加盟喜歡音樂，2012年8月推出首張個人創作專輯《作對》。專輯發行首週登上G-Music風雲榜第一名。同年9月23日她在松山文創園區舉辦第一場售票演唱會【「逸欣」多用 奇幻音樂會】。
2017年5月，因為與朋友聊天突發奇想而考取台北市街頭藝人許可證，但是從未在街頭演出。
2017年在拍攝本土劇《甘味人生》時意外滑倒受傷，骨盆骨折，一度下半身沒有知覺。
2023年8月28日，她睽違11年推出專輯《墜》，在記者會上和U：NUS的吳昱廷共同演出專輯中的演奏曲〈灰色彩虹〉。

## 藝術風格
林逸欣擅長演奏樂器，除了小提琴及鋼琴外，亦能演奏古箏、木吉他、電吉他、烏克麗麗、爵士鼓。她經常在音樂作品中融入樂器演奏。

## 個人生活
林逸欣2009年被懷疑和同演《夏天協奏曲》的張睿家發生緋聞，雙方經紀人皆否認；她透露她因此被價值觀保守的父母禁足。2011年起數年，她被懷疑和同演《艋舺燿輝》的男主角李威戀愛，但兩人從未證實。
2021年4月25日，林逸欣宣布將和交往7年的科技業陳姓男友Tony結婚，並由家人見證於2022年7月24日完成結婚登記。及後，兩人的婚禮兩度因為COVID-19疫情延期，最終於2025年8月2日舉行。
林逸欣參與309反核大遊行，以及2013年台灣同志遊行。

## 音樂作品

### 專輯
- 《作對》（參與專輯創作、演唱，2012年）
- 《墜》（2023年）

### EP
- 《你會怎麼記得我》（2016年）
- 《想都沒想過》（2020年）

### 單曲
- 《夏天協奏曲》（填詞、共同譜曲、演唱，2009年）
- 《習慣》（填詞、譜曲、演唱，2009年）
- 《帶我回家》 （填詞、譜曲、演唱，2013年）
- 《風箏》（填詞、譜曲、演唱，2015年）
- 《幸福的答案》蔡黃汝、管罄、林逸欣、曾詠熙 （2016年）
- 《Shadow》林逸欣（2019年）
- 《You & Me》 ft. Sam Lin（2020年）

### 演唱會
- 「逸欣多用 奇幻音樂會」（2012年9月23日）
- 喜歡女子日。生日音樂會 （2014年11月8日）
- Silent Night 音樂會 （2014年12月19日）
- 今晚之後你會記得什麼東西 。管罄 & 林逸欣 & 金大為 巡迴演唱會（2016年：4月8日花蓮 All Star 奧斯卡音樂餐廳；4月9日台東 鐵花村音樂聚落；4月22日台南 Room335 Live Music Bar；4月23日墾丁山羊飯館 The Goat Restaurant & Bar ；4月29日台中 呼嚕咖啡 Forro café ；4月30日台北 海邊的卡夫卡）

- Jewel 4 U 夏夜音樂會 豆花妹（蔡黃汝）, 管罄 KrisKuan , 林逸欣 Shara , 曾詠熙 Teresa (2016年7月24日)
- 親愛的自己【2018林逸欣生日音樂會】(2018年11月3日)
- 給未來的我【2019林逸欣生日音樂會】(2019年11月2日)
- 有你就最好了【2020林逸欣台北演唱會】(2020年11月28日)

## 電視劇
| 年份 | 首播                  | 劇名                     | 飾演         |
| 2011 | 華視                  | 《艋舺燿輝》             | 林淑君李秀卿 |
| 2012 | 華視                  | 《粉愛粉愛你》           | 汶晞         |
| 2012 | 民視                  | 《風水世家》             | 葉佳燕       |
| 2013 | 壹電視                | 《幸福蒲公英》           | 汪思妤       |
| 2013 | 台視                  | 《親愛的，我愛上別人了》 | 韓湘琪       |
| 2014 | 民視                  | 《真愛配方》             | 余曉安       |
| 2015 | 台視                  | 《天若有情》             | 林芯悅       |
| 2015 | 優酷                  | 《孤獨的美食家》         | 藍小本(客串) |
| 2015 | 八大電視台            | 《明若曉溪》             | CoCo(客串)   |
| 2016 | 三立都會台 東森綜合台 | 《我的極品男友》         | 吾以安       |
| 2017 | 三立台灣台            | 《甘味人生》             | 高凱莘       |
| 2017 | 民視                  | 《機密訊號》             | 葉欣華       |
| 2018 | 台視 東森綜合台       | 《1006的房客》           | 陳凡(客串)   |
| 2019 | 華視 三立都會台       | 《一千個晚安》           | 程珊         |
| 2019 | TVBS歡樂台            | 《天堂的微笑》           | 韓方婷       |
| 2019 | 台視 東森綜合台       | 《男神時代》             | 王慧琳       |
| 2020 | 華視 三立都會台       | 《我的青春沒在怕》       | 康莎莎       |
| 2020 | TVBS歡樂台            | 《粉紅色時光》           | 經理         |
| 2020 | 東森戲劇台            | 《王牌辯護人》           | 董奕凱       |
| 2022 | CATCHPLAY+            | 《正負之間》             | Nikita       |

## 電影
| 年份 | 片名               | 飾演         | 導演           | 類型     |
| 2009 | 《夏天協奏曲》     | 陳文青陳文靜 | 黃朝亮         | 上映電影 |
| 2009 | 《向日葵》         | 蘇小琳       | 黃朝亮         | 上映電影 |
| 2013 | 《鋼琴木馬》       | 李清子       | 呂祖松、崔斯韋 | 上映電影 |
| 2013 | 《阿喜的採訪手札》 | 林逸欣       | 白羊           | 微電影   |
| 2013 | 《航向大海》       | 林小米       | 李政叡         | 微電影   |
| 2014 | 《痞子遇到愛》     | 歐陽晴       | 黃朝亮、李典勇 | 上映電影 |
| 2015 | 《呼叫少年》       | 林佳芬       | 白羊           | 微電影   |
| 2016 | 《靠近》           | 李穎如       | 鄭智陽         | 電視電影 |

## 舞台劇
| 年份   | 劇名                 | 劇團       | 飾演 | 備註 |
| 2024年 | 《腦內失控的iTunes》 | 全民大劇團 |      |      |

## MV演出
| 年份 | 歌名/單曲        | 演唱者 | 收錄專輯                         |
| 2005 | 〈癡癡的等〉     | 信     | 《Special Thanks To…感謝自選輯》 |
| 2006 | 〈快樂練習曲〉   | 周傳雄 | 《快樂練習曲》                   |
| 2008 | 〈甲你攬牢牢〉   | 江蕙   | 《甲你攬牢牢》                   |
| 2008 | 〈電車內面〉     | 江蕙   | 《甲你攬牢牢》                   |
| 2008 | 〈我知道〉       | 閻韋伶 | 《我知道》                       |
| 2009 | 〈兩難〉         | 戴佩妮 | 《原諒我就是這樣的女生》         |
| 2009 | 〈最想做的事〉   | 潘裕文 | 《夢·想·家》                     |
| 2009 | 〈第幾個一百天〉 | 林俊傑 | 《100天》                        |
| 2010 | 〈當時欲嫁〉     | 江蕙   | 《當時欲嫁》                     |
| 2010 | 〈黑咖啡〉       | 江蕙   | 《當時欲嫁》                     |
| 2010 | 〈灰色河堤〉     | 唐禹哲 | 《D1秒》                         |
| 2015 | 〈七老八十〉     | 江蕙   | —                                |

## 節目主持
- 《台灣腳逛大陸 雲南 (2007年7月拍攝)》中天電視台
- 2007.08.24.臺灣腳逛大陸.雲南～印象麗江
- 2007.09.14.臺灣腳逛大陸.雲南2～神秘石頭族
- 2007.09.21.臺灣腳逛大陸.雲南3～香格里拉(上)
- 2007.09.28.臺灣腳逛大陸.雲南4～香格里拉(下)
- 2008.02.22.臺灣腳逛大陸.雲南5～古墓奇兵.神秘他留人
- 《台灣腳逛大陸 山東 (2008年11月拍攝)》 中天電視台
- 2008.12.19.臺灣腳逛大陸.山東1.濟南-長城與泉城
- 2008.12.26.臺灣腳逛大陸.山東2.臨淄-齊古都
- 2009.01.23.臺灣腳逛大陸.山東3.跟著黃河吃
- 《台灣腳逛大陸 河北 (2008年12月拍攝)》中天電視台
- 2009.02.13.臺灣腳逛大陸.河北-大長城小故事
- 2009.02.20.臺灣腳逛大陸.河北-冀魯有約
- 《台灣腳逛大陸 雲南 (2009年2月拍攝)》中天電視台
- 2009.04.17.臺灣腳逛大陸.雲南～昆明大發現
- 2009.04.24.臺灣腳逛大陸.雲南～滇越鐵路1
- 2009.05.01.臺灣腳逛大陸.雲南～滇越鐵路2
- 2009.05.08.臺灣腳逛大陸.雲南～滇越鐵路3
- 2009.05.15.臺灣腳逛大陸.雲南～滇越鐵路4
- 《台灣腳逛大陸 江蘇 (2009年4月5日～9日拍攝)》中天電視台
- 2009.05.22.臺灣腳逛大陸.江蘇～美麗新境界
- 《台灣腳逛大陸 福建福州 (2009年5月13日～20日，6月26～7月3日拍攝)》中天電視台
- 2009.06.26.臺灣腳逛大陸.福建.精彩福州(上)
- 2009.07.03.臺灣腳逛大陸.福建.精彩福州(下)
- 《台灣腳逛大陸 福建漳州 (2009年8月14日～24日拍攝）》中天電視台
- 2009.10.23.臺灣腳逛大陸.福建.精采漳州
- 2009.11.06.臺灣腳逛大陸.福建.精采漳州～南靖之旅
- 2010.03.08. 臺灣腳吃透透（林逸欣、依依、佩佩等）中天電視台
- 2010.04.15. 臺灣腳逛大陸.浙江系列1～杭州.尋找杭州藝術傳奇(林逸欣)
- 2010.05.27. 臺灣腳逛大陸.浙江系列～浙江。穿越時空懷舊趣（林逸欣、幃幃)

- 《如影随行 第一站 香港》
- 2015.04.17.如影随行.預告片
- 2015.04.29.如影随行.香港～周星驰之旅（上）
- 2015.05.06.如影随行.香港2～周星驰之旅（下）
- 2015.05.12.如影随行.香港3～王菲張曼玉的意亂情迷史
- 2015.05.19.如影随行.香港4～黑幫去哪兒？
- 《如影随行 第二站 台灣》
- 2015.05.27.如影随行.台灣～尋找周杰倫（上）
- 2015.06.03.如影随行.台灣2～周杰倫爱情之謎（下）
- 2015.06.10.如影随行.台灣3～台湾小清新的前世今生
- 2015.06.17.如影随行.台灣4～海角七號的愛情絕戀
- 2015.06.24.如影随行.台灣5～少年派的奇幻漂流
- 《如影随行 第三站 日本》
- 2015.07.01.如影随行.日本～海賊王和灌籃高手誰是熱血No.1
- 2015.07.07.如影随行.日本2～恐怖片是怎樣煉成的
- 2015.07.14.如影随行.日本3～有一種電影叫東京熱

## 獎項
| 年份   | 頒獎典禮      | 獎項           | 作品             | 角色   | 結果 |
| 2016年 | 第5屆華劇大賞 | 最佳螢幕情侶獎 | 《我的極品男友》 | 吾以安 | 提名 |
| 2016年 | 第5屆華劇大賞 | 最佳女演員獎   | 《我的極品男友》 | 吾以安 | 提名 |

## 外部連結
- 林逸欣Shara （页面存档备份，存于） - 痞客邦部落格
- 林逸欣Shara的新浪微博
- 林逸欣Shara的Facebook專頁
- YouTube上的林逸欣Shara官方頻道
- 林逸欣的Instagram帳戶